# アデライード (ソワソン女伯)
アデライード・ド・ソワソン（フランス語：Adélaïde de Soissons,？ - 1105年）は1057年から亡くなるまでソワソン女伯であった。

## 生涯
アデライードは、ソワソン伯ルノー1世（オランダ語版）と、モンディディエ伯イルデュアン3世（ポルトガル語版）未亡人である出自不明の妻との娘にあたる。
フランス王アンリ1世は、ウー伯ギヨーム1世子息ギヨーム・ビュザックとアデライードの婚約を取り付けた。
1057年、実父ルノー1世と兄弟の（長幼不明）ギー２世がソワソン包囲戦で死亡し、その後、夫ギヨーム・ビュサックがソワソン伯、アデライードがソワソン女伯となり、夫婦で共治した。
1076年に夫が死去した後、1099年までは長男ルノー2世の側で、1105年に死去するまで次男ジャン1世とソワソンを共治した。

## 結婚と子女
アデライードは夫ギヨーム・ビュサックとの間に以下5子をもうけた。
- ルノー2世（1099年没） - ソワソン伯
- ジャン (1115年没) - ソワソン伯
- マナセ (1108年没) - カンブレー司教、ソワソン司教
- リトリュイーズ -  モンレリ領主ミロン1世と結婚
- 名前不明の娘（レイントルード） - ネール家の祖となるネール領主ラウル1世と結婚、息子イヴ2世は後にソワソン伯となる。